# Ophicrania
Ophicrania is een geslacht van Phasmatodea uit de familie Phasmatidae. De wetenschappelijke naam van dit geslacht is voor het eerst geldig gepubliceerd in 1871 door Johann Jakob Kaup.

## Soorten
Het geslacht Ophicrania omvat de volgende soorten:
- Ophicrania aemula (Redtenbacher, 1908)
- Ophicrania apterus (Redtenbacher, 1908)
- Ophicrania bicolor (Redtenbacher, 1908)
- Ophicrania bifasciatus (Redtenbacher, 1908)
- Ophicrania brunni (Redtenbacher, 1908)
- Ophicrania capito (Westwood, 1859)
- Ophicrania cephalotes (Bates, 1865)
- Ophicrania conlei Gottardo, 2011
- Ophicrania flavomaculata Brock, 1999
- Ophicrania lineatus (Brunner von Wattenwyl, 1907)
- Ophicrania longiceps (Bates, 1865)
- Ophicrania nigricornis (Stål, 1877)
- Ophicrania nigroplagiatus (Redtenbacher, 1908)
- Ophicrania nigrotaeniatus (Redtenbacher, 1908)
- Ophicrania palinurus (Westwood, 1859)
- Ophicrania sagittarius Bresseel & Bushell, 2009
- Ophicrania striatocollis Kaup, 1871
- Ophicrania stygius (Westwood, 1859)
- Ophicrania viridinervis (Stål, 1875)
- Ophicrania vittipennis (Stål, 1875)